# Краснобровая радужная птица
Краснобровая радужная птица (лат. Pardalotus rubricatus) — австралийский вид воробьинообразных птиц из семейства радужных птиц (Pardalotidae).
Эндемик Австралии. Распространён на значительной части территории страны к северу от озера Эйр. Обитает в эвкалиптовых лесах различных типов.
Небольшая птица длиной 9—11 см, массой 9—14 г. Основное оперение тела серое. Кроющие крыльев и хвост чёрные. Маховые чёрные с золотисто-жёлтой основой. На голове имеется чёрная шапочка с белыми пятнышками, над глазом красно-оранжевая полоса. Горло жёлтое. Грудь и брюхо бежевые с розовым оттенком.
Держится в одиночку или парами. Во внебрачный период может присоединяться к смешанным стаям. Питается насекомыми, которых ищет в кронах деревьев. Большую долю в рационе составляет падь, которую производят листоблошки.
Образуют моногамные пары. Размножается в течение всего года, с пиками между августом и октябрём. Гнездятся в норах в земле на берегах рек или обрывах. Тоннель длиной до 1,2 м роют оба родители. Может использовать заброшенные норы других животных. Выводковую камеру выстилают травой и кусочками коры. В кладке три-пять яиц. Инкубация длится около 20 дней. Примерно через 25 дней птенцы становятся на крыло.